# یوان میسیر
یوان میسیر ( رومانیایی: Ioan Missir؛ ۱۷ فوریهٔ ۱۸۹۰ – ۳۰ نوامبر ۱۹۴۵) وکیل، سیاستمدار، رمان‌نویس ارمنی‌تبار اهل رومانی بود. وی دو دوره شهردار بوتوشن بود.

## زندگی‌نامه
وی در ۱۷ فوریهٔ ۱۸۹۰ در ایالات متحده آمریکا به دنیا آمد و از دانشگاه بخارست فارغ‌التحصیل گشت.  وی در ۳۰ نوامبر ۱۹۴۵ در سن ۵۵ سالگی در بوتوشن درگذشت.

## تالیفات
- خاطرات جنگ جهانی اول